# Mordomo-mor

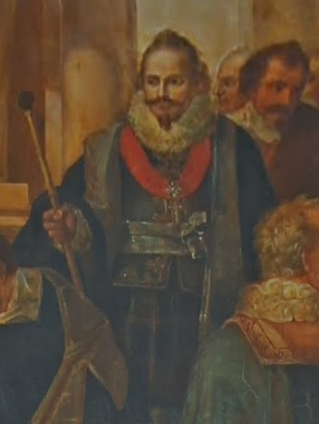
D. Manrique da Silva desempenhando o papel de mordomo-mor na Aclamação de D. João IV em 1640; pintura de José da Cunha Taborda, 1823, Palácio Nacional da Ajuda

O mordomo-mor era o primeiro oficial da Casa Real Portuguesa e um dos chamados Grandes Cargos, sendo o responsável pela sua administração e pela superintendência de todos os restantes oficiais e funcionários da mesma.
O cargo de mordomo (em latim major domus, significando "maior" ou "superior da casa") existia já na Casa dos Condes de Portucale, talvez segundo o modelo franco do mordomo do palácio, sendo, portanto, anterior ao próprio Reino de Portugal. O cargo continuou a existir após a fundação do Reino, tendo durado durante os oito séculos da Monarquia Portuguesa.
No início da Monarquia, época em que era ténue a distinção entre os assuntos de Estado e os assuntos particulares dos Reis de Portugal, sendo o principal administrador dos bens da Coroa, o mordomo-mor acabava também por ser responsável pela direção do governo do país, com funções análogas às de um moderno primeiro-ministro. Posteriormente, com o acentuar da separação entre os assuntos particulares dos reis e os assuntos de Estado, as funções de mordomo-mor limitaram-se cada vez mais apenas à gestão interna da Casa Real.
As rainhas de Portugal (consortes) tinham também o seu mordomo-mor privativo, responsável pela administração da Casa da Rainha.
Durante o Império do Brasil, segundo o modelo português, existiu também o cargo de mordomo-mor da Casa Imperial.

## Funções
Segundo o Regimento do Mordomo-Mor da Casa Real de 9 de agosto de 1792, competia ao mordomo-mor:
- o governo e superintendência da Casa Real;
- assegurar diariamente o bom cumprimento das suas obrigações pelos criados de serviço no Paço Real;
- nomear o escrivão dos filhamentos, o escrivão das matrículas e os demais oficiais da Casa Real, consultando previamente o Rei;
- nomear os titulares de outros ofícios da Casa Real;
- aconselhar o Rei relativamente aos filhamentos (concessão de foros de fidalguia) e gerir o expediente e registos relacionados com os mesmos;
- passar as cartas de estribeiro-mor, de armeiro-mor, de copeiro-mor, de mestre-sala e dos trinchantes nomeados pelo Rei, bem como propôr a nomeação e passar os respetivos alvarás aos guardas-roupas;
- passar mandatos, como os dos tribunais, aos corregedores, provedores e juízes de fora das comarcas para os informarem acerca de assuntos relacionados com os filhamentos;
- rubricar as portarias passadas pelo capelão-mor, pelo monteiro-mor e dar o visto aos alvarás e cartas do escrivão dos filhamentos;
- nomear os contadores, provedores e escrivães dos contos;
- proceder ao pagamento dos oficiais da Casa Real, através do tesoureiro da Casa;
- superintender nas contas do Tesouro da Capela Real, através do seu tesoureiro da Capela;
- superintender nas cavalariças e na alimentação dos cavalos da Casa Real, através do cevadeiro-mor e mariscal.

## Titulares
De entre os titulares do cargo de mordomo-mor figuraram algumas das personagens mais ilustres da história de Portugal, como são os casos de Egas Moniz e de Nun'Álvares Pereira.

## Ofícios subordinados
No final do século XVIII, ao mordomo-mor estavam subordinados os seguintes ofícios da Casa Real:
| - Escrivão da matrícula; - Escrivão dos filhamentos; - Tesoureiro das moradias; - Tesoureiro do Tesouro e Casa; - Guarda-reposte; - Tesoureiro da Tapeçaria; - Comprador das compras; - Cevadeiro-mor e mariscal; - Meirinho do Paço; - Prestais do serviço do Paço; - Porteiro da porta do governo; - Mantieiros; | - Servidores de toalha; - Copeiro-menor; - Apontadores das moradias; - Escrivão do guarda-reposte; - Escrivão das moradias; - Escrivão da cevadaria; - Moço das compras; - Mestre-sala; - Mestre de ensinar a dançar as damas; - Moços da câmara; - Porteiros da câmara; - Reposteiros da câmara e do estrado; - Moços da estribeira; | - Reis de armas; - Arautos; - Passavantes; - Trombetas; - Charamelas; - Atabaleiros; - Físicos; - Cirurgiões; - Oficiais mecânicos do serviço do Paço. |